# Pieriksmars
Pieriksmars of, zoals bewoners zeggen Pierkesmars, is een buurtschap in de gemeente Deventer in de Nederlandse provincie Overijssel. Het ligt in het oosten van de gemeente aan de N344 richting Holten.
Stad: Deventer      Dorpen: Bathmen · Colmschate · Diepenveen · Lettele · Okkenbroek · Schalkhaar

Buurtschappen: Apenhuizen · De Bannink · Dortherhoek · Averlo en Frieswijk · Linde · Loo · Molenbelt · Oude Molen · Oxe · Pieriksmars · Rande · Snipperling · Tjoene · 
Zuidloo

Overijssel · Steden en dorpen      Nederland · Provincies · Gemeenten